# Wereldkampioenschappen zwemmen 2017 – 4×100 meter vrije slag mannen
De 4×100 meter vrije slag voor mannen op de wereldkampioenschappen zwemmen 2017 in Boedapest vond plaats op 23 juli 2017. Na afloop van de series kwalificeerden de acht snelste ploegen zich voor de finale.

## Records
Voorafgaand aan het toernooi waren dit het wereldrecord en het kampioenschapsrecord
| Wereldrecord         | Verenigde Staten Michael Phelps Garrett Weber-Gale Cullen Jones Jason Lezak | 3.08,24 | Peking | 11 augustus 2008 |
| Kampioenschapsrecord | Verenigde Staten Michael Phelps Ryan Lochte Matt Grevers Nathan Adrian      | 3.09,21 | Rome   | 26 juli 2009     |

## Uitslagen

### Series
| Rang | Serie | Baan | Land             | Namen | Tijd    | Bijz. |
| ---- | ----- | ---- | ---------------- | --- | ------- | ----- |
| 1    | 1     | 5    | Brazilië         | Gabriel Santos (48.84) Marcelo Chierighini (47.75) César Cielo (48.15) Bruno Fratus (47.60)                 | 3:12.34 | Q     |
| 2    | 1     | 4    | Australië        | Cameron McEvoy (48.04) Zac Incerti (48.62) Alexander Graham (48.28) Jack Cartwright (47.51)                 | 3:12.45 | Q     |
| 3    | 2     | 4    | Verenigde Staten | Blake Pieroni (48.40) Michael Chadwick (48.74) Zach Apple (48.16) Townley Haas (47.60)                      | 3:12.90 | Q     |
| 4    | 2     | 6    | Italië           | Luca Dotto (49.05) Ivano Vendrame (47.85) Alessandro Miressi (47.94) Filippo Magnini (48.42)                | 3:13.26 | Q     |
| 5    | 2     | 2    | Hongarije        | Dominik Kozma (48.61) Nándor Németh (48.52) Péter Holoda (48.08) Richárd Bohus (48.07)                      | 3:13.28 | Q     |
| 6    | 2     | 5    | Rusland          | Aleksandr Popkov (49.05) Nikita Korolev (48.43) Nikita Lobintsev (47.96) Vladimir Morozov (48.40)           | 3:13.84 | Q     |
| 7    | 1     | 3    | Japan            | Katsumi Nakamura (48.71) Shinri Shioura (48.40) Katsuhiro Matsumoto (48.48) Junya Koga (49.23)              | 3:14.82 | Q     |
| 8    | 2     | 3    | Canada           | Yuri Kisil (48.88) Markus Thormeyer (48.50) Javier Acevedo (48.43) Carson Olafson (49.07)                   | 3:14.88 | Q     |
| 9    | 2     | 0    | Servië           | Velimir Stjepanović (48.77) Sebastian Sabo (48.60) Ivan Lenđer (48.87) Andrej Barna (49.40)                 | 3:15.64 |       |
| 10   | 1     | 9    | Nederland        | Kyle Stolk (49.40) Stan Pijnenburg (48.91) Ben Schwietert (48.97) Jesse Puts (48.81)                        | 3:16.09 |       |
| 11   | 1     | 6    | Griekenland      | Apostolos Christou (49.36) Odysseus Meladinis (49.65) Christos Katrantzis (50.04) Kristian Golomeev (47.87) | 3:16.92 |       |
| 12   | 2     | 7    | Zuid-Afrika      | Douglas Erasmus (49.99) Clayton Jimmie (49.64) Myles Brown (48.71) Zane Waddell (49.07)                     | 3:17.41 |       |
| 13   | 1     | 8    | China            | Lin Yongqing (49.57) Yu Hexin (48.97) Cao Jiwen (49.53) Ma Tianchi (49.62)                                  | 3:17.69 |       |
| 14   | 1     | 0    | Nieuw-Zeeland    | Matthew Stanley (49.58) Sam Perry (49.35) Corey Main (49.22) Daniel Hunter (49.59)                          | 3:17.74 |       |
| 15   | 1     | 7    | Egypte           | Ali Khalafalla (49.80) Mohamed Samy (48.89) Youssef Abdalla (50.27) Mohamed Khaled (49.27)                  | 3:18.23 |       |
| 16   | 1     | 2    | Wit-Rusland      | Artsjom Matsjekin (49.43) Viktar Krasotsjka (49.22) Viktar Staselovitsj (50.55) Anton Latkin (50.42)        | 3:19.62 |       |
| 17   | 2     | 9    | Israël           | Liran Konovalov (50.48) Yakov Toumarkin (50.00) Denis Loktev (50.39) Tomer Frankel (50.36)                  | 3:21.23 |       |
| 18   | 2     | 8    | Letland          | Uvis Kalniņš (50.15) Daniils Bobrovs (52.36) Nikolajs Maskaļenko (51.32) Girts Feldbergs (50.57)            | 3:24.40 |       |
| 19   | 2     | 1    | Oezbekistan      | Aleksej Tarasenko (51.45) Artjom Kozljoek (50.96) Daniil Boekin (52.74) Choersjidjon Toersoenov (49.95)     | 3:25.10 |       |
| 20   | 1     | 1    | Paraguay         | Charles Hockin (50.99) Willian Vallejos (52.78) Matias Lopez (52.06) Benjamin Hockin (50.15)                | 3:25.98 |       |

### Finale
| Rang   | Baan | Namen                                                                                          | Land             | Tijd    | Bijz. |
| ------ | ---- | ---------------------------------------------------------------------------------------------- | ---------------- | ------- | ----- |
| Goud   | 3    | Caeleb Dressel (47.26) Townley Haas (47.46) Blake Pieroni (48.09) Nathan Adrian (47.25)        | Verenigde Staten | 3.10,06 |       |
| Zilver | 4    | Gabriel Santos (48.30) Marcelo Chierighini (46.85) César Cielo (48.01) Bruno Fratus (47.18)    | Brazilië         | 3.10,34 |       |
| Brons  | 2    | Dominik Kozma (48.26) Nándor Németh (48.04) Péter Holoda (48.48) Richárd Bohus (47.21)         | Hongarije        | 3.11,99 |       |
| 4      | 7    | Danila Izotov (48.98) Vladimir Morozov (47.52) Nikita Lobintsev (48.09) Nikita Korolev (47.99) | Rusland          | 3.12,58 |       |
| 5      | 1    | Katsumi Nakamura (48.60) Shinri Shioura (48.11) Katsuhiro Matsumoto (48.31) Junya Koga (48.63) | Japan            | 3.13,65 |       |
| 6      | 8    | Yuri Kisil (48.66) Markus Thormeyer (48.51) Javier Acevedo (49.03) Carson Olafson (49.05)      | Canada           | 3.15,25 |       |
| 7      | 5    | Jack Cartwright (48.34) Zac Incerti (48.28) Cameron McEvoy (48.04) Alexander Graham            | Australië        |         | DSQ   |
| 7      | 6    | Luca Dotto (48.64) Ivano Vendrame Alessandro Miressi Filippo Magnini                           | Italië           |         | DSQ   |